# Cleistochlamys
Cleistochlamys is een geslacht uit de familie Annonaceae. Het geslacht telt een soort die voorkomt in de oostelijke en zuidelijke delen van tropisch Afrika.

## Soorten
- Cleistochlamys kirkii (Benth.) Oliv.